# Subterfuge (film)
Subterfuge är en brittisk spionfilm från 1968 i regi av Peter Graham Scott. 

## Handling
En ung hustru till en brittisk agent bekymrar sig över att hennes man blir alltmer kall och avvisande mot henne.

## Rollista i urval
- Gene Barry - Michael A. Donovan
- Joan Collins - Anne Langley
- Richard Todd - överste Victor Redmayne
- Tom Adams - Peter Langley
- Suzanna Leigh - Donetta
- Michael Rennie - Goldsmith
- Marius Goring - Shevik
- Colin Gordon - Kitteridge
- Guy Deghy - dr Lundgren
- Harry Locke - luffaren